# Будапештская и Венгерская епархия
Будапе́штская и Венге́рская епа́рхия (венг. Budapesti-Magyar Egyházmegye, другое название Венгерская православная епархия, венг. Magyar Orthodox Egyházmegye) — епархия Русской православной церкви, объединяет приходы на территории Венгрии.

## История

### Русское православие в габсбургской Венгрии

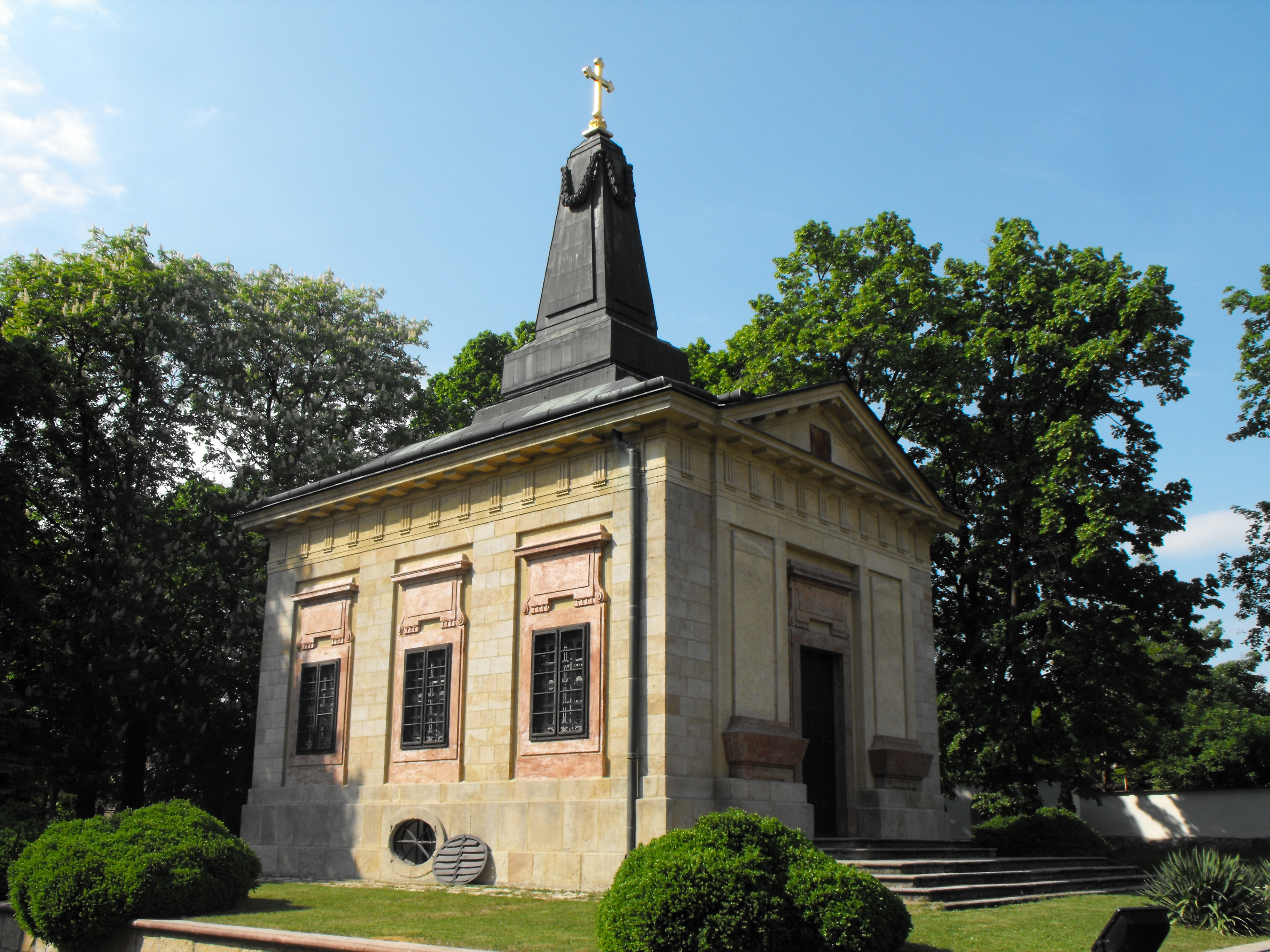
Православный храм-усыпальница в Ирёме

Первый русский православный храм на территории Венгрии был построен в XVIII веке в Токае, где располагался русский казачий гарнизон: там на арендованных русскими царями землях казаки собирали и обрабатывали виноград, который затем перевозили в Санкт-Петербург. Храм сохранился до наших дней.
Ещё один русский храм, во имя мученицы Александры, появился в 1803 году в предместье Будапешта Ирёме, на месте кончины великой княгини Александры Павловны, дочери российского императора Павла I.
Позднее была учреждена Офенская Духовная Миссия, действовавшая при дипломатической миссии и оформлявшая проживавших в этих местах православных людей. Долгое время Офенская Духовная Миссия была местом духовного окормления и утешения русских людей, оказавшихся в Венгрии. Церковь при миссии неоднократно посещали русские дипломаты, члены царской фамилии, представители русской культуры, политики. Офенская Миссия располагала прекрасной библиотекой, высокохудожественной дорогой церковной утварью, храм отличался благолепием убранства, а её штат, состоящий из священника, диакона и четырёх певчих, позволял на достойном уровне вести богослужебную жизнь и пастырское окормление православных верующих. При часовне существовало единственное в Венгрии русское православное кладбище с могилами клириков и певчих придворной церкви. Миссия прекратила своё существование после начала Первой мировой войны и революции в России.

### Между двумя мировыми войнами
В 1920—1930-е годы в Будапеште осело немало русских беженцев, которые создали два русских прихода: один имел домовый храм и находился в ведении Западноевропейского экзарха русских приходов, другой не имел храма и подчинялся Синоду Русской Зарубежной Церкви. Эти приходы прекратили своё существование во время войны.

### Послевоенный период
После освобождения Венгрии от немецкой оккупации в 1945 году русские приходы вошли в юрисдикцию Московского патриархата. В тот же период к Патриарху Московскому и всея Руси Алексию I начали поступать обращения от венгерских православных приходов, до Первой мировой войны состоявших в юрисдикции Сербской православной церкви, которые стремились к употреблению венгерского языка.

### Венгерское благочиние Русской православной церкви (1949—2000)
11 ноября 1949 года решением Священного синода «Венгерские православные приходы, не состоящие до настоящего времени в чьей-либо юрисдикции или потерявшие за время войны русскую юрисдикцию, объединяются во „Временное Управление Венгерских православных приходов“», руководителем которого был назначен с наименованием «Благочинный» (администратор) протоиерей Иоанн Кополович; тогда же в состав Венгерского временного управления были включены: приход святителя Иоанна Златоуста в Будапеште, приход Успения Божией Матери в Будапеште, храм во имя великомученицы царицы Александры в Ирёме (Юрёме), приход в Ньиредьхазе, приход в Шаркадкерестуре, приход в Сентеше, приход в Сегеде с храмом во имя великомученика Георгия Победоносца, русский православный храм во имя преподобного Сергия Радонежского в Будапеште. Духовное окормление приходов Венгерского благочиния было возложено на председателя ОВЦС.
15 ноября 1949 году патриарх Алексей I утвердил Положение (Устав) об управлении приходами, входящими в состав Венгерского благочиния, а также доверенность на решение и претворение в жизнь вопросов его текущей жизни. В положении отмечалось, что Московский патриархат принимает в юрисдикцию только те приходы, которые просят об этом, не находятся в подчинении архипастырской власти другой юрисдикции и пребывают вне канонического окормления; православным венграм предоставлялось «право совершения всех служб и треб на венгерском языке». Соборным храмом Венгерского благочиния была определена церковь Успения Пресвятой Богородицы в Будапеште.
С 10 по 31 августа 1951 года для венгерских священно- и церковнослужителей были организованы курсы с целью расширения богословских познаний и укрепления богослужебных навыков. Были открыты новые храмы и приходы, улучшена материальная жизнь приходов и духовенства.
В 1952 году был основан ежемесячный журнал на венгерском языке «Egyházi Króniká» («Церковная летопись»).
В 1953 году ещё два прихода были приняты в состав Венгерского благочиния и ещё один — в 1956 году.
В 1954 году Священный синод удовлетворил прошение протоиерея Иоанна Кополовича об освобождении его от должности благочинного-администратора и назначил на эту должность протоиерея Свято-Николаевского храма в Будапеште Фериза Берки, который и нёс это послушание до преобразования благочиния в епархию.
В 1987 году в церковном здании в городе Мишкольце был открыт Венгерский православный музей.
21 марта 1996 году решением Священного синода Венгерское благочиние было выведено из непосредственного подчинения ОВЦС, и управление им было поручено архиепископу Берлинскому и Германскому Феофану (Галинскому).
В 1999 году бывший священник Венгерского благочиния Христофор Хоревтос, запрещённый в служении архиепископом Феофаном за крупные финансовые махинации и затем приговорённый светским судом к лишению свободы сроком на шесть лет, отторгнул три храма благочиния (Никольский храм в Сентеше, Георгиевская церковь в Карцаге и Троицкий храм в Кечкемете) в пользу Венгерского экзархата Константинопольского патриархата, в юрисдикцию которого был принят и сам. Данные действия происходили с ведома и при активном участии митрополита Михаила (Стаикоса), управляющего Венгерским экзархатом.
29 декабря 1999 года решением Священного синода архипастырское окормление приходов Венгерского благочиния было поручено епископу Павлу (Пономарёву), назначенному на Венскую и Австрийскую епархию.

### Будапештская и Венгерская епархия
19 апреля 2000 года определением Священного синода Московского патриархата приходы Венгерского благочиния были преобразованы в самостоятельную епархию, при этом архиепископ Павел (Пономарёв) получил титул «Венский и Будапештский». Количество прихожан РПЦ в Венгрии в 2001 году составило 3502
Не удовлетворившись захватом трёх храмов, митрополит Михаил (Стаикос) предъявил епархии имущественные претензии с целью отчуждения от неё Свято-Успенского кафедрального собора в Будапеште.
28 марта 2002 года епископ Павел подписал указ о создании нового русского прихода, который стал называться русским приходом во имя Святой Троицы. Богослужения нового прихода проводились и по сей день проводятся в кафедральном соборе Успения Пресвятой Богородицы на пл. Петефи, д. 2. Богослужения ведутся на церковнославянском языке по старому стилю.
7 мая 2003 года архиепископ Павел (Пономарёв) был переведён на Рязанскую кафедру, а временно управляющим Будапештской епархией назначен епископ Венский и Австрийский Иларион (Алфеев).
9 сентября 2003 года вышел первый выпуск электронного бюллетеня «Венгерское православие» (Magyar ortodoxia) на венгерском языке, подготовленного пресс-службой Венгерской епархии. Целью создания бюллетеня было своевременное оповещение венгерских СМИ о событиях в епархии, а также рассылка другой полезной информации.
18 мая 2004 года на заседании Столичного суда Будапешта по делу о праве владения Свято-Успенским собором иск Венгерского экзархата Константинопольской патриархии был отклонён — истец не сумел доказать своё право на подачу иска. Инициированные Венгерским экзархатом Константинопольского патриархата судебные процессы, широко освещавшиеся светскими средствами массовой информации, нанесли серьёзный урон делу межправославного единства и престижу Православной церкви в Венгрии.
19—20 июня в Свято-Успенском кафедральном соборе состоялась епархиальная конференция «Православие в современном мире».
31 марта 2009 года временно управляющим епархией назначен епископ (с 1 февраля 2010 года — архиепископ) Егорьевский Марк (Головков).
8 ноября 2012 года в Будапеште вице-премьером Правительства Венгрии Жолтом Шемьеном и временно управляющим Венгерской епархией архиепископом Марком (Головковым) было подписано соглашения между Венгерским государством и Венгерской епархией Русской православной церкви. Договор определяет формы сотрудничества во всех сферах общественной жизни.
1 февраля 2017 года премьер-министр Венгрии Виктор Орбан подписал распоряжение Правительства о выделении государственной субсидии на реставрацию Успенского кафедрального собора в Будапеште, храма Пресвятой Троицы в Мишкольце, храма святителя Николая Мирликийского в Токае, а также о строительстве нового православного храма в Хевизе.

## Епископы

### Патриаршие приходы в Венгрии
- 11 ноября 1949 — 21 июня 1960 — Николай (Ярушевич), митрополит Крутицкий и Коломенский
- 10 июля 1960 — 30 мая 1972 — Никодим (Ротов), епископ Подольский (с 23 ноября 1960 — епископ Ярославский и Ростовский, с 10 июня 1961 — архиепископ, с 3 августа 1963 — митрополит, с 4 августа 1963 — митрополит Минский и Белорусский, с 9 октября 1963 — митрополит Ленинградский и Ладожский, с 7 октября 1967 — митрополит Ленинградский и Новгородский)
- 30 мая 1972 — 14 апреля 1981 — Ювеналий (Поярков), митрополит Тульский и Белёвский (с 11 июня 1977 — митрополит Крутицкий и Коломенский)
- 14 апреля 1981 — 13 ноября 1989 — Филарет (Вахромеев), митрополит Минский и Белорусский
- 14 ноября 1989 — 21 марта 1996 — Кирилл (Гундяев), архиепископ Смоленский и Калининградский (с 25 февраля 1991 — митрополит)
- 21 марта 1996 — 29 декабря 1999 — Феофан (Галинский), архиепископ Берлинский и Германский
- 29 декабря 1999 — 19 апреля 2000 — Павел (Пономарёв), епископ Венский и Австрийский

### Венгерская епархия
- 19 апреля 2000 — 7 мая 2003 — Павел (Пономарёв), епископ Венский и Будапештский (с 23 февраля 2001 — архиепископ)
- 7 мая 2003 — 31 марта 2009 — Иларион (Алфеев) (в/у), епископ Венский и Австрийский
- 31 марта 2009 — 22 октября 2015 — Марк (Головков) (в/у), епископ Егорьевский (с 1 февраля 2010 — архиепископ)
- 22 октября 2015 — 28 декабря 2017 — Тихон (Зайцев) (в/у), епископ Подольский
- 28 декабря 2017 — 30 мая 2019 — Антоний (Севрюк), епископ Венский и Будапештский (с 1 февраля 2018 — архиепископ)
- 30 мая — 30 августа 2019 — Иоанн (Рощин), митрополит Венский и Будапештский
- 30 августа 2019 — 7 июня 2022 — Марк (Головков), митрополит Будапештский и Венгерский
- 7 июня 2022 — 27 декабря 2024 — Иларион (Алфеев), митрополит Будапештский и Венгерский (с 25 июля 2024 временно отстранён от управления епархией)
  - 25 июля 2024 — 27 декабря 2024 — Нестор (Сиротенко) (в/у), митрополит Корсунский и Западноевропейский
- с 27 декабря 2024 — Марк (Головков) (в/у), митрополит Рязанский и Михайловский

## Храмы
- Кафедральный собор Успения Пресвятой Богородицы (Будапешт)
- Приход во имя Святой Троицы (Будапешт)[8]
- Церковь Преподобного Сергия Радонежского (Будапешт)
- Храм Святой Троицы (Мишкольц)
- Храм Святой Троицы (Дебрецен)
- Храм Святого Великомученика Георгия Победоносца (Сегед)
- Храм Святого Великомученика Георгия Победоносца (Ниредьхаза)
- Храм Святой Мученицы Царицы Александры (Ирём)
- Храм Святителя Николая Чудотворца (Дьондьош)
- Храм Святителя Николая Чудотворца (Токай)
- Церковь иконы Божией Матери «Живоносный Источник» (Хевиз)[9]